# 134072 Sharonhooven
134072 Sharonhooven este o planetă minoră (asteroid), cu un diametru de 4,68 km, din centura de asteroizi. A fost descoperită pe 2 decembrie 2004 la Catalina Station⁠(d) de Catalina Sky Survey. 
Obiectul prezintă o orbită caracterizată de o semiaxă mare de 3,1138000640426 UAi, o excentricitate de 0,19, o înclinație de 19,6 ° în raport cu ecliptica.